# ECW Originals
ECW Originals (également connu sous le nom de EV2) était un clan de catcheurs dont les membres étaient employés par la fédération Total Nonstop Action Wrestling et la World Wrestling Entertainment qui réunit quasi exclusivement d'anciens catcheurs de la fédération Extreme Championship Wrestling. Le clan, avant de se reformer en 2010 à la TNA, était auparavant un clan de la nouvelle ECW dans la fédération World Wrestling Entertainment où leur première apparition est à One Night Stand.
D'abord utilisé uniquement pour les membres de la nouvelle ECW qui avaient fait partie de la fédération originelle (la formation la plus connue de cette époque étant celle de Rob Van Dam, Sabu, Tommy Dreamer et The Sandman), le terme ECW Originals fut utilisé dans de nombreuses fédérations pour définir un catcheur ayant appartenu à la fédération.
Le groupe marquera son retour à la World Wrestling Entertainment le 30 novembre 2015, lorsque Tommy Dreamer fait son retour en s'alliant aux Dudley Boyz pour les aider à combattre la Wyatt Family. La semaine suivante, Rhyno fait son retour en s'alliant aux Dudley Boyz et Tommy Dreamer.

## Carrière

### World Wrestling Entertainement (2006-2007)

#### Rivalité avec The New Breed (2006-2007)
À WrestleMania 23, ils battent Elijah Burke, Marcus cor von, Matt Striker et Kevin Thorn (clan appelé "The New Breed") puis perdent lors d'un match revanche extrême quatre contre quatre la semaine suivante signant la fin de la feud débuté au début de l'année 2007.Mi 2007 les ECW Originals se séparent.

### Total Nonstop Action Wrestling (2010-2011)

#### Rivalité avec Fortune (2010-2011)
De multiples anciens membres de la ECW se réunirent à la fédération Total Nonstop Action Wrestling en 2010 lors du PPV Hardcore Justice, sous le nom de Extreme, Version 2.0 (EV 2.0). Ils entament une rivalité avec Fourtune, l'équipe de Ric Flair (composée de AJ Styles, Douglas Williams et Beer Money, Inc.). Ils les battent lors de Bound for Glory mais lors du pay-per-view suivant, Turning Point sont vaincus. Cette défaite octroie à Flair le droit de renvoyer un membre de EV 2.0, c'est Sabu qu'il choisit.

### Retour à la World Wrestling Entertainment (2015)

#### Rivalité avec la Wyatt Family (2015)
Le 30 novembre 2015 à Raw, Tommy Dreamer fait son retour en aidant les Dudley Boyz contre la Wyatt Family. Le 7 décembre 2015 à Raw, Rhyno fait à son tour son retour pour combattre la Wyatt Family. Lors de TLC, ils affronteront la Wyatt Family dans un 8-man Tag Team Eliminations Tables match. Lors de TLC, ils perdent contre The Wyatt Family dans un 8-man Tag Team Elimination Tables match. Le lendemain à Raw, ils perdent une nouvelle fois contre la Wyatt Family dans un Extreme Rules match.

## Membres du groupe
- Tommy Dreamer (leader)
- Bubba Ray Dudley
- D-Von Dudley
- Rhyno
- Balls Mahoney
- Bill Alfonso
- Brian Kendrick
- Guido Maritato
- Mick Foley (co-leader)
- Raven
- Rob Van Dam
- Sabu
- The Sandman
- Stevie Richards
- Tony Luke
- Tracy Smothers
- Taz
- Al Snow
- Jerry Lynn
- Pat Kenney